# HSG Marne/Brunsbüttel
Die Handballspielgemeinschaft Marne/Brunsbüttel ist eine Handballspielgemeinschaft aus den Gemeinden Marne (Holstein) und Brunsbüttel im Süden Dithmarschens, deren erste Frauenmannschaft in den 1990er-Jahren in der 2. Handball-Bundesliga spielte.

## Geschichte
Die Spielgemeinschaft wurde 1995 durch den Marner Turnverein von 1862 und den Turn- und Sportverein Brunsbüttel gegründet. Die Frauenmannschaft des Marner TV gewann bereits 1994 die Aufstiegsspiele des NOHV zur 2. Bundesliga und belegte in der Saison 1994/95 einen Mittelfeldplatz, so dass die neu gegründete HSG den Startplatz in der 2. Liga übernehmen konnte. Der Spielgemeinschaft gelang in den folgenden vier Jahren der Klassenerhalt, wobei der vierte Rang in der Saison 1995/96 die beste Platzierung darstellte. Am Ende der Saison 1999/2000 stiegen die Dithmarscher als Tabellenletzter ab, woraufhin sie sich freiwillig in die Oberliga Schleswig-Holstein zurückzogen und dort den Platz der 2. Mannschaft einnahmen. Auch aus der Oberliga stiegen die HSG-Damen zwei Jahre später ab und spielen seitdem in verschiedenen Spielklassen des Handballverbandes Schleswig-Holstein (HVSH).Die Herrenmannschaft schaffte 2014/15 den Sprung in die höchste Spielklasse des HVSH, die Schleswig-Holstein-Liga.
Im weiblichen Jugendbereich konnte die HSG mehrmals an NOHV-Meisterschaften teilnehmen. Darüber hinaus spielte die A-Jugend in der Regionalliga Nordost und gehört derzeit der Oberliga Hamburg - Schleswig-Holstein an, die in dieser Altersklasse die höchste zu erreichende Liga darstellt. In der Saison 2015/2016 spielten dann weibliche C-Jugend in der Schleswig-Holstein-Liga und konnten dort im Final Four den zweiten Platz belegen. In derselben Saison spielte die weibliche B-Jugend in der Oberliga Hamburg/Schleswig-Holstein und konnte diese Saison auf dem vierten Platz beenden. In der folgenden Saison 2016/2017 spielte die B-Jugend und A-Jugend jeweils mit einer Mannschaft in der SH-Liga und einer in der Oberliga. Die B-Jugend konnte in der Oberliga frühzeitig den Titel holen und qualifizierte sich somit für die Deutsche Meisterschaft. In der Gruppenphasen trafen die Jugendlichen auf die HSG Nienburg und den HC Leipzig. Sie beendeten die Gruppenphase auf dem zweiten Platz und konnten sich dadurch nicht fürs Final Four um die Deutsche Meisterschaft qualifizieren.
In der Saison 2017/2018 spielte die B-Jugend in der Oberliga und konnte sich dort am letzten Spieltag noch die Meisterschaft und die damit verbundene Qualifikation für die Deutsche Meisterschaft sichern, die in diesem Jahr nicht in einer Gruppenphase, sondern mit K.O.-Spielen ausgetragen wurden. Die beiden Spiele gegen den Thüringer HC konnte die Spielerinnen gewinnen, jedoch scheiterten sie im Viertelfinale erneut an Leipzig und konnte somit auch wieder nicht ins Final Four einziehen. Die Saison 2018/2019 spielte die A-Jugend weiblich in der Oberliga und in der Jugend-Bundesliga. Den Oberligameister-Titel konnten sie sich frühzeitig sichern. In der Bundesliga schafften sie es in der Gruppenphase nach vier Spielen erster in ihrer Gruppe zu werden, noch vor Blomberg_Lippe und Halle(Neustadt). Danach gewannen sie in der Zwischenrunde gegen Bietigheim, Gröbenzell und Oldenburg, sodass sie ins Viertelfinale einzogen. Dort stand ihnen der Frankfurter HC entgegen, gegen den sie in der ersten Qualirunde verloren hatten. Jedoch konnten sie beide Spiele gewinnen und konnten somit ins Final Four um die Deutsche Meisterschaft einziehen, das in Zusammenarbeit mit dem HVSH in Flensburg (Handewitt) ausgetragen wurde. In dem Halbfinale wartete der amtierende Deutsche Meister Leverkusen, den man in die Verlängerung zwang. Jedoch ging das Spiel dennoch nach 70 Minuten knapp verloren. Im Spiel um Platz 3 verloren die A-Jugendlichen gegen den HC Leipzig und belegten somit den vierten Platz.